# Молодкин, Иван Иванович
Иван Иванович Молодкин (1893 — не ранее 1927) — русский офицер, герой Первой мировой войны, участник Белого движения.

## Биография
Сын мещанина. Уроженец Кубанской области. Среднее образование получил в Майкопском реальном училище.
В 1914 году окончил Владимирское военное училище, откуда выпущен был подпоручиком в 183-й пехотный Пултусский полк, в рядах которого и вступил в Первую мировую войну. Произведен в поручики 2 января 1916 года, в штабс-капитаны — 11 мая того же года. Пожалован Георгиевским оружием
За то, что в бою 20 июня 1916 года, при атаке укрепленной позиции у д. Кутовщина и Кутовщинской рощи, командуя, в чине штабс-капитана, 2-й ротой того же полка, под убийственным, артиллерийским, ружейным и пулеметным огнем, первым ворвался в неприятельский окоп, штыками и гранатами очистив его на значительном протяжении от противника, повел дальнейшее наступление, быстро овладел второй и третьей линиями окопов, захватил действовавший пулемет и 200 солдат при 10 офицерах, после чего отразил 4 контр-атаки.
Произведен в капитаны 4 марта 1917 года «за отличия в делах против неприятеля», в подполковники — 6 октября того же года.
С началом Гражданской войны присоединился к Добровольческой армии: в марте 1918 года с группой офицеров был освобожден из тюрьмы в станице Усть-Лабинской и зачислен в Корниловский ударный полк, в составе которого участвовал в 1-м Кубанском походе. В сентябре 1918 года полковник Молодкин командовал батальоном Корниловского полка в боях за Армавир. Во ВСЮР и Русской армии — в Севастопольском местном батальоне до эвакуации Крыма. В апреле 1920 года — комендант города Армянска.
В эмиграции в Чехословакии, состоял членом Союза русских военных инвалидов до 1927 года. Дальнейшая судьба неизвестна.

## Награды
- Орден Святой Анны 4-й ст. с надписью «за храбрость» (ВП 15.01.1915)
- Орден Святого Станислава 3-й ст. с мечами и бантом (ВП 27.09.1915)
- Орден Святой Анны 3-й ст. с мечами и бантом (ВП 2.10.1915)
- Орден Святого Станислава 2-й ст. с мечами (ВП 6.10.1916)
- Орден Святой Анны 2-й ст. с мечами (ВП 12.11.1916)
- Георгиевское оружие (ПАФ 22.05.1917)